# Henrik V., car Svetog Rimskog Carstva
Henrik V. (* 1086., vjerojatno 11. kolovoza, † 23. svibnja 1125. u Utrechtu) bio je kralj i car Svetog Rimskog Carstva od 1106. (protukralj od 1098.), rimsko-njemački car (1111. – 1125.), sin cara Henrika IV.

## Dolazak na vlast
Nakon svrgnuća Henrikova starijeg brata Konrada, koji se pobunio protiv oca, Henrik V. izabran je 10. svibnja 1098. u Mainzu za protukralja i okrunjen 6. siječnja 1099. u Aachenu. To se dogodilo jer je njegov otac Henrik IV. bio u sukobu s papom u jeku borbe za investituru, tako da ga je papa Paskal II. izopćio iz Crkve i sve njegove podanike razriješio zakletve vjernosti.  Papa je također 1104. podupro urotu protiv cara na čelu koje je stao upravo Henrik V.  
1105. Henrik je u građanskom ratu zarobio oca te ga prislio da se odreče prijestolja i preda mu vladarske znakove. No, opće priznanje svoje vlasti dobio je tek nakon smrti svoga oca sljedeće godine.  

## Borba za investituru
Vladavina Henrika V. bila je prilično nesretna. Najznačajniji događaj za njegove vladavine je nastavak i konačni završetak borbe za investituru. Henrik je u vrijeme pobune protiv oca javno objavio da će vladati u suglasnosti s papinstvom, ali čim je došao na vlast nastavio je antipapinsku politiku svoga oca postavljajući biskupe po svojoj volji. 
Pred dilemom za ili protiv novih sukoba, papa Paskal II. najprije je potražio savjet kod biskupa grada Chartresa Yvesa, koji mu je predložio kompromisno rješenje. Po njegovu planu svećenstvo i puk trebali su zadržati pravo biranja svoga biskupa, ali isključivo pravo da ga zarede imaju papa odnosno metropolit regionalne crkvene provincije. Kralj ili regionalni laički senior (feudalac) morali bi se ograničiti samo na to da biskupu podjeljuju zemljoposjed i druga materijalna dobra vezana za vršenje te službe. Time bi se iz pojma investiture (uvođenja u službu) potpuno isključila duhovna funkcija, koju može podjeljivati samo nadležna crkvena vlast i nitko drugi. 
Henrik V. to nije htio prihvatiti i zato je kanio odluku nametnuti oružanom silom. U ljeto 1110. s vojskom je prešao Alpe i napredovao prema Rimu kamo je stigao 13. travnja 1111. Papa nije imao mogućnosti za nikakav vojni otpor. U veoma burnim okolnostima Henrik je dao uhititi papu i nekoliko kardinala te ih kao zarobljenike odveo u svoj vojni logor. Tamo je Henrik papu grubo prislio da mu prizna pravo investiture. Papa je nakon toga pušten na slobodu, a Henrik je 15. travnja okrunjen za cara. Takvo Henrikovo grubo postupanje s papom izazvalo je ogorčenje u mnogim zemljama kršćanskoga Zapada tako da je Lateranski koncil 1112. poništio i odbacio pod prisilom iznuđeni ugovor pape s carem. Papa je stao poticati njemačke knezove na bunu protiv Henrika V. Njegov najveći protivnik tada je postao saski vojvoda Lotar koji ga je i naslijedio na prijestolju. Ustanci su trajali do 1115. Henrik je iste godine izopćen iz Crkve. 
U međuvremenu,  7. siječnja 1114. Henrik se oženio tada dvanaestogodišnjom Matildom, kćerkom engleskoga kralja Henrika I. Ona se nakon muževljeve smrti 1125. vratila ocu u Englesku. 
Henrik je ubrzo poveo drugi vojni pohod u Italiju, ali bez uspjeha. Papa je pred njemačkom vojskom uzmakao iz Rima, ali se odmah vratio čim se ona povukla na sjever. Skora smrt Paskala II. pružila je priliku svećenstvu i puku da bez careva uplitanja izaberu novoga papu Gelazija II. To je izazvalo i treći Henrikov pohod na Rim, ali papa je i ovaj put izbjegao zarobljavanje. Uzajamno neprijateljstvo dosegnulo je vrhunac. Car je dao izabrati protupapu, a papa je cara i njegovu marionetu izopćio iz Crkve. To je izazvalo nove pobune u Njemačkoj tako da se Henrik 1118. morao vratiti kući. 
Henrik je na kraju pristao na pregovore s papom koji su završili sklapanjem Wormskog konkordata 23. rujna 1122. Time je završena borba za investituru.

## Smrt
Henrik V. umro je 23. svibnja 1125. Pokopan je u katedrali u Speyeru. Kako nije imao sina (samo jednu izvanbračnu kćer), njegovom smrću izumrla je Salijska dinastija. 
| Henrik V., car Svetog Rimskog Carstva Salijska dinastijaRođ. 1086. Umr. 1125. |                                                        |                                |
| Vladarske titule                                                              |                                                        |                                |
| prethodnik Konrad II.                                                         | talijanski kralj 1098. – 1125.                         | nasljednik Konrad III.         |
| prethodnik Konrad II.                                                         | njemački kralj (formalno kralj Rimljana) 1099. – 1125. | nasljednik Lotar III. Saksonac |
| prethodnik Henrik IV.                                                         | arleški kralj 1105. – 1125.                            | nasljednik Lotar III. Saksonac |
| prethodnik Henrik IV.                                                         | car Svetog Rimskog Carstva 1111. – 1125.               | nasljednik Lotar III. Saksonac |